# Noura
Noura é uma povoação portuguesa do município de Murça, situada às margens do rio Tinhela, afluente do rio Tua, que foi sede da extinta freguesia homónima que tinha 14,65 km² de área e 575 habitantes (2011), e, por isso, uma densidade populacional de 39,2 hab/km².
A freguesia de Noura foi extinta (agregada) pela reorganização administrativa de 2012/2013, tendo o seu território sido agregado ao da Freguesia de Palheiros para criar a Freguesia de Noura e Palheiros.

## Caracterização
Situada no cimo de uma encosta onde é possível reconhecer as ruínas de um antigo povoado castrejo, a povoação de Noura é com certeza bastante antiga. A sua existência como povoado importante deve-se ao facto de ter aparecido integrada no termo de Murça na altura em que D. Sancho II lhe concedeu carta foral a 8 de Maio de 1224, o mesmo acontecendo com D. Afonso III a 10 de Janeiro de 1268.
Tendo por orago, Nossa Senhora da Anunciação, a antiga freguesia de Noura era curato da apresentação do Prior da Colegiada de Guimarães, passando mais tarde a vigararia.
Noura é caracterizada como sendo um aglomerado de certo interesse urbanístico, onde as habitações se estendem ao longo de uma enorme e quase única rua, que mais parece a sua coluna dorsal.
O património etnográfico-cultural abrange uma Igreja e Capela, habitações com interesse arquitectónico rural, fornos de cozer o pão, azenhas, lagares e moinhos, entre estes um muito conhecido, o moinho do Mourão.
A população dedica-se à agricultura, notando-se uma enorme expansão do cultivo da vinha, olival, pomares e as mais diversas culturas frutícolas e hortícolas.

## População
| Número de habitantes | Número de habitantes | Número de habitantes | Número de habitantes | Número de habitantes | Número de habitantes | Número de habitantes | Número de habitantes | Número de habitantes | Número de habitantes | Número de habitantes | Número de habitantes | Número de habitantes | Número de habitantes | Número de habitantes |
| -------------------- | -------------------- | -------------------- | -------------------- | -------------------- | -------------------- | -------------------- | -------------------- | -------------------- | -------------------- | -------------------- | -------------------- | -------------------- | -------------------- | -------------------- |
| 1864                 | 1878                 | 1890                 | 1900                 | 1911                 | 1920                 | 1930                 | 1940                 | 1950                 | 1960                 | 1970                 | 1981                 | 1991                 | 2001                 | 2011                 |
| 622                  | 654                  | 576                  | 634                  | 643                  | 564                  | 700                  | 646                  | 734                  | 822                  | 667                  | 825                  | 780                  | 647                  | 575                  |

(Obs.: Número de habitantes "residentes", ou seja, que tinham a residência oficial nesta freguesia à data em que os censos se realizaram.)